# Huamboya (kanton)
Huamboya – kanton w prowincji Morona-Santiago, w Ekwadorze. Stolicą kantonu jest Huamboya.